# Ács Károly (nyelvész)
Bankházi Ács Károly (Kisbankházapuszta, 1823. július 14. – Budapest, 1894. március 1.) nyelvész, népköltészet-kutató, országgyűlési képviselő.

## Életrajza
Kisbirtokos családba született. Jogi tanulmányait Kecskeméten végezte (egy időben Jókai Mórral). Rövid idejű joggyakornokoskodás után az ügyvédi vizsgát Pesten tette le, 1844-ben. Ügyvédként, majd vármegyei tisztviselőként dolgozott. Az 1848-as szabadságharc idején polgári tisztviselőként működött közre és szabadcsapatot szervezett. Világos után egy évig bujdosott, de 1852-ben elfogták és halálra ítélték, később ezt az ítéletet  hatéves fogságra enyhítették. A várfogság idején megtanult több nyelvet, így 1858. évi szabadulása után nyelvtanárként dolgozhatott egy leánynevelő intézetben. Később egy biztosító társaságnál helyezkedett el. 1861-ben és 1865-ben országgyűlési képviselővé választották, majd visszavonult ráckevei birtokára. Vagyona egy részét Ráckevére hagyta azzal a céllal, hogy hozzanak létre egy gazdasági iskolát a községben, másik részét pedig – 18 000 koronát – a Magyar Tudományos Akadémiára hagyta.
Verseket írt, nyelvkönyveket (német, olasz, román, szlovák, szerb) állított össze, de szerb és román népköltési anyagokat is gyűjtött, és ezeket magyarra fordította. Több cikke, tanulmánya jelent meg (biztosítási témában is), valamint két önálló kötetét is kiadták. Művei 1848 előtt az Athenaeum című folyóiratban, később számos más lapban (Vasárnapi Ujság, Nővilág, Napkelet, Hon) jelentek meg.

## Főbb művei
- Virágok a román népköltészet mezejéről, 1858.
- Még három román népballada, 1871.